# Andy Jassy

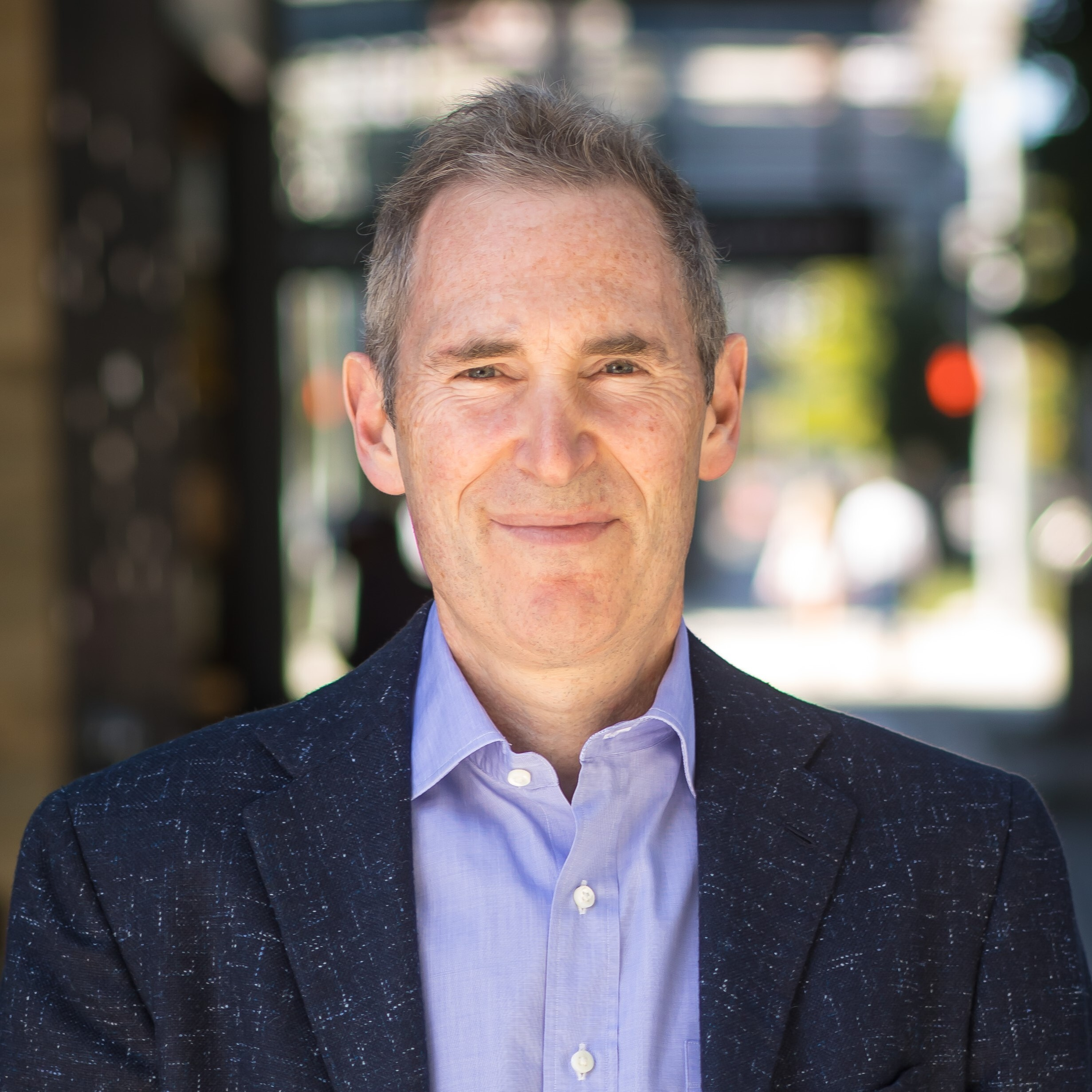
Andy Jassy (2021)

Andrew R. „Andy“ Jassy (geboren am 13. Januar 1968 in Scarsdale, New York) ist ein US-amerikanischer Geschäftsmann und CEO von Amazon. Er ist außerdem einer der Minderheitseigentümer der Seattle Kraken aus der National Hockey League. Jassy war an der Entwicklung von Amazon Web Services (AWS) seit der Gründung im Jahr 2006 beteiligt. Jassy löste Jeff Bezos als Präsident und CEO von Amazon am 5. Juli 2021 ab; Bezos wurde Executive Chairman.

## Frühes Leben und Ausbildung
Jassy wurde als Sohn von Margery und Everett L. Jassy in Scarsdale, einer Vorstadt von New York City, geboren. Sein Vater war Seniorpartner in der Wirtschaftskanzlei Dewey Ballantine in New York und Vorsitzender des Managementkomitees der Kanzlei. Jassys Eltern sind Juden ungarischer Abstammung. Jassy wuchs in Scarsdale auf und besuchte die Scarsdale High School.
Jassy schloss sein Studium am Harvard College mit Auszeichnung ab, wo er Anzeigenleiter des Harvard Crimson war, bevor er einen MBA an der Harvard Business School erwarb.
2017 wurde Jassy in die American Academy of Arts and Sciences gewählt, 2025 zum Mitglied der National Academy of Engineering.

## Karriere
Jassy arbeitete nach seinem Abschluss als Projektmanager für ein Unternehmen für Sammlerstücke, MBI, bevor er seinen MBA machte. 1997 kam er als Marketing-Manager zu Amazon. Im Jahr 2003 gründete er Amazon Web Services (AWS) mit einem Team von 57 Mitarbeitern. Im April 2016 wurde Jassy vom Senior Vice President zum CEO von AWS befördert.
Im November 2020 betrug Jassys geschätztes Nettovermögen 377 Millionen US-Dollar.
Jassy ist der Vorsitzende von Rainier Prep, einer Charter-Schule in Seattle.
Im Februar 2021 wurde bekannt gegeben, dass Jassy im dritten Quartal 2021 die Nachfolge von Jeff Bezos als CEO von Amazon antreten wird, wobei Bezos neuer Executive Chairman werden soll. 27 Jahre nach der Gründung von Amazon am 5. Juli 1994 übernahm Andy Jassy am 5. Juli 2021 die Leitung des Unternehmens. Bezos wurde Executive Chair. Das Jahresgehalt von Jassy betrug 2021 inklusive Grundgehalt und vor allem wegen des gestiegenen Wertes der zugeteilten Amazon-Aktien rund 212 Millionen US-Dollar.

## Persönliches Leben
1997 heiratete Jassy Elana Rochelle Caplan, eine Modedesignerin für Eddie Bauer und Absolventin des Philadelphia College of Textiles and Science, im Loews Santa Monica Beach Hotel. Ihre Väter waren beide Seniorpartner in der Anwaltskanzlei Dewey Ballantine. Sie haben zwei Kinder und leben in Seattle.